# Niklas Castro
Niklas Fernando Nygård Castro, noto semplicemente come Niklas Castro (Oslo, 8 gennaio 1996), è un calciatore cileno, attaccante del Brann e della Nazionale cilena.

## Caratteristiche tecniche
È un centravanti.

## Carriera

### Club
Castro è cresciuto nelle giovanili del Manglerud Star, per entrare poi a far parte di quelle del Vålerenga. È stato aggregato alla prima squadra del Vålerenga a partire dalla stagione 2015. L'esordio in Eliteserien è arrivato però il 9 aprile 2016, schierato titolare nella sconfitta per 2-1 subita sul campo dello Stabæk.
Il 24 marzo 2017, Castro è passato a titolo definitivo al Kongsvinger, a cui si è legato con un contratto biennale. Ha debuttato in 1. divisjon il 4 aprile, impiegato da titolare nella partita persa per 3-2 contro il Bodø/Glimt. Il 30 aprile 2017 ha siglato la prima rete con questa casacca, nella sconfitta per 5-1 arrivata in casa del Mjøndalen.
Il 15 giugno 2018, l'Aalesund ha ufficializzato l'ingaggio a parametro zero di Castro, che si sarebbe aggregato alla nuova squadra a partire dal 1º gennaio 2019: ha firmato un accordo valido fino al 31 dicembre 2021. Il 22 aprile 2019 ha disputato la prima partita in squadra, in 1. divisjon, venendo schierato titolare nel 4-2 inflitto allo Skeid. Il 4 maggio successivo è arrivato il primo gol, nel successo per 3-1 sul Sogndal. Ha contribuito alla promozione dell'Aalesund in Eliteserien segnando 17 reti in campionato.
Il 28 marzo 2022 è passato al Brann, a cui si è legato con un contratto triennale.

### Nazionale
Il 14 novembre 2020 ha debuttato con la nazionale cilena giocando l'incontro di qualificazione per i Mondiali 2022 vinto 2-0 contro il Perù.

## Statistiche
Statistiche aggiornate all'11 novembre 2022.

### Presenze e reti nei club
| Stagione           | Squadra            | Campionato         | Campionato | Campionato | Coppe nazionali | Coppe nazionali | Coppe nazionali | Coppe continentali | Coppe continentali | Coppe continentali | Altre coppe | Altre coppe | Altre coppe | Totale | Totale | Totale |
| Stagione           | Squadra            | Comp               | Pres       | Reti       | Comp            | Pres            | Reti            | Comp               | Pres               | Reti               | Comp        | Pres        | Reti        | Pres   | Reti   |        |
| ------------------ | ------------------ | ------------------ | ---------- | ---------- | --------------- | --------------- | --------------- | ------------------ | ------------------ | ------------------ | ----------- | ----------- | ----------- | ------ | ------ | ------ |
| 2015               | Vålerenga          | ES                 | 0          | 0          | CN              | 0               | 0               |                    | -                  | -                  |             | -           | -           | 0      | 0      |        |
| 2016               | Vålerenga          | ES                 | 9          | 0          | CN              | 4               | 1               |                    | -                  | -                  |             | -           | -           | 13     | 1      |        |
| Totale Vålerenga   | Totale Vålerenga   | Totale Vålerenga   | 9          | 0          |                 | 4               | 1               |                    | -                  | -                  |             | -           | -           | 13     | 1      |        |
| 2017               | Kongsvinger        | 1D                 | 25         | 12         | CN              | 1               | 0               |                    | -                  | -                  |             | -           | -           | 26     | 12     |        |
| 2018               | Kongsvinger        | 1D                 | 28         | 10         | CN              | 1               | 0               |                    | -                  | -                  |             | -           | -           | 29     | 10     |        |
| Totale Kongsvinger | Totale Kongsvinger | Totale Kongsvinger | 53         | 22         |                 | 2               | 0               |                    | -                  | -                  |             | -           | -           | 55     | 22     |        |
| 2019               | Aalesund           | 1D                 | 24         | 17         | CN              | 2               | 2               |                    | -                  | -                  |             | -           | -           | 26     | 19     |        |
| 2020               | Aalesund           | ES                 | 24         | 4          | -               | -               | -               |                    | -                  | -                  |             | -           | -           | 24     | 4      |        |
| 2021               | Aalesund           | 1D                 | 25         | 7          | CN              | 2               | 0               |                    | -                  | -                  |             | -           | -           | 27     | 7      |        |
| Totale Aalesund    | Totale Aalesund    | Totale Aalesund    | 74         | 28         |                 | 4               | 2               |                    | -                  | -                  |             | -           | -           | 77     | 30     |        |
| 2022               | Brann              | 1D                 | 29         | 11         | CN              | 1               | 2               |                    | -                  | -                  |             | -           | -           | 30     | 13     |        |
| Totale carriera    | Totale carriera    | Totale carriera    | 154        | 61         |                 | 11              | 5               |                    | -                  | -                  |             | -           | -           | 175    | 66     |        |

### Cronologia presenze e reti in nazionale
| Cronologia completa delle presenze e delle reti in nazionale ― Cile | Cronologia completa delle presenze e delle reti in nazionale ― Cile | Cronologia completa delle presenze e delle reti in nazionale ― Cile | Cronologia completa delle presenze e delle reti in nazionale ― Cile | Cronologia completa delle presenze e delle reti in nazionale ― Cile | Cronologia completa delle presenze e delle reti in nazionale ― Cile | Cronologia completa delle presenze e delle reti in nazionale ― Cile | Cronologia completa delle presenze e delle reti in nazionale ― Cile |
| Data                                                                | Città                                                               | In casa                                                             | Risultato                                                           | Ospiti                                                              | Competizione                                                        | Reti                                                                | Note                                                                |
| ------------------------------------------------------------------- | ------------------------------------------------------------------- | ------------------------------------------------------------------- | ------------------------------------------------------------------- | ------------------------------------------------------------------- | ------------------------------------------------------------------- | ------------------------------------------------------------------- | ------------------------------------------------------------------- |
| 14-11-2020                                                          | Ñuñoa                                                               | Cile                                                                | 2 – 0                                                               | Perù                                                                | Qual. Mondiali 2022                                                 | -                                                                   | 84’                                                                 |
| Totale                                                              |                                                                     | Presenze                                                            | 1                                                                   |                                                                     | Reti                                                                | 0                                                                   |                                                                     |

## Palmarès

### Club

#### Competizioni nazionali
- 1. divisjon: 2

Aalesund: 2019
Brann: 2022
- Coppa di Norvegia: 1

Brann: 2022-2023